# Adrara San Rocco
Adrara San Rocco [aˈdraːɾa sanˈrɔkːo] (Dréra San Ròch [ˈdɾeɾa ˈsan ˈɾɔk , ˌdɾeɾasaˈɾːɔk] o semplicemente San Ròch in dialetto bergamasco) è un comune italiano di 813 abitanti della provincia di Bergamo in Lombardia. Il comune si trova a circa 22 chilometri ad est dal capoluogo orobico.

## Territorio
Adrara san Rocco è situato nella piccola valle che, percorsa dal torrente Guerna si dirama dall'alta Valcalepio fino a raggiungere i colli di San Fermo.
Il comune si trova nella parte nord della valle dove si stringe, circondato a ovest dal Monte di Grone (1192 mt.) e Col Forca (1049 mt.),a est dal Monte Bronzone (1334 mt.) a nord dal Colle di Bondo (983 mt.) e dal versante est dei Colli di San Fermo (1175 mt.)
Il comune fa parte della Comunità Montana dei Laghi Bergamaschi.

## Storia
La storia del paese ha un'origine abbastanza recente, risalente al Medioevo.
Sono infatti databili attorno all'anno 1000 i primi documenti che attestano l'esistenza del borgo di Adrara, non ancora diviso nelle due attuali entità.
In quegli anni l'intera provincia di Bergamo fu sconvolta dalle lotte fratricide tra le fazioni guelfa e ghibellina tanto che nella zona, precedentemente interessata soltanto da piccoli insediamenti abitativi sparsi, si verificò una notevole immigrazione di gruppi di persone in fuga che cercavano riparo in queste zone isolate e tranquille. 
Ben presto però la situazione si fece pesante anche qui, tanto che venne costruito un castello al fine di proteggere gli abitanti del borgo dalle incursioni. Numerose furono le battaglie, tra le quali si distinse il guelfo Giovanni Fermo degli Alessandrini, che riportò numerose vittorie nei confronti delle fazioni ghibelline dei vicini paesi di Villongo e della Val Cavallina.
Nel corso del XIV secolo il territorio passò sotto il dominio della famiglia dei Calepio, che prese possesso di quasi tutta l'omonima valle. Il secolo successivo vide l'arrivo della Repubblica di Venezia che pose definitivamente termine alle lotte di fazione. Fu un periodo di calma, in cui Adrara, ritrovò la tranquillità e vide rifiorire le attività economiche, con un conseguente incremento demografico.
Nuovi screzi intanto cominciavano a crearsi tra le due anime della popolazione, spinte questa volta da motivazioni territoriali: il borgo più a monte, raggruppato sotto la parrocchia di San Rocco, in contrapposizione con quello posto più a valle, riunito attorno alla chiesa di San Martino.
Quest'animo campanilistico portò, nel 1668, alla suddivisione del territorio di Adrara in due differenti entità: Adrara San Rocco ed Adrara San Martino. Tuttavia le questioni legate alla suddivisione del territorio trascinarono la questione per quasi un secolo, dato che la formalizzazione dell'avvenuta divisione è datata 1754, e si risolse con l'assegnazione dei cinque noni del territorio alla comunità di San Martino, ed i restanti quattro noni a quella di San Rocco.

### Da San Martino a San Rocco
Durante la dominazione della Repubblica di Venezia avvenne la laboriosa divisione dei due comuni. I problemi della divisione rimasero vivi nel ricordo dei cittadini per almeno due secoli. Le vicende del borgo furono parallele a quelle di Adrara San Martino, dal momento che San Rocco passò, come il comune gemello, dalla dominazione veneta a quella austriaca.
Altrettanto difficile fu promuovere a parrocchiale la chiesa di San Rocco, processo che venne contrastato non solo dagli abitanti di Adrara San Martino ma anche da quelli della stessa San Rocco, che continuarono ostinatamente a considerarsi parrocchiani di San Martino.
I secoli successivi non si verificarono avvenimenti di rilievo per la comunità, che fu coinvolta solo marginalmente negli avvicendamenti tra la dominazione francese e quella austriaca, fino all'avvento del Regno d'Italia.

### Il borgo di Adrara San Rocco
Le case, la piazza e il Municipio costituiscono il nucleo principale del paese, dominato dalla chiesa parrocchiale dedicata a San Rocco. Nella parte più antica alcuni edifici conservano ancora strutture tardomedioevali e rinascimentali.
Tra i personaggi originari del luogo si segnala Eugenio Donadoni che, nato a San Rocco nel 1870, è stato un famoso critico letterario, nonché autore di biografie di autori e poeti italiani.

### Simboli
Lo stemma e il gonfalone furono approvati con delibera del Consiglio comunale il 13 marzo 1971 e concessi con decreto del presidente della Repubblica dell'8 luglio 1971.
(D.P.R. 8.7.1971)
Vi è raffigurato il campanile della chiesa di San Rocco costruita nel 1539, immagine presente anche nello Stemmario Camozzi del 1888, conservato nella Biblioteca Civica di Bergamo.
Il gonfalone è un drappo partito di bianco e di azzurro.

## Monumenti e luoghi d'interesse

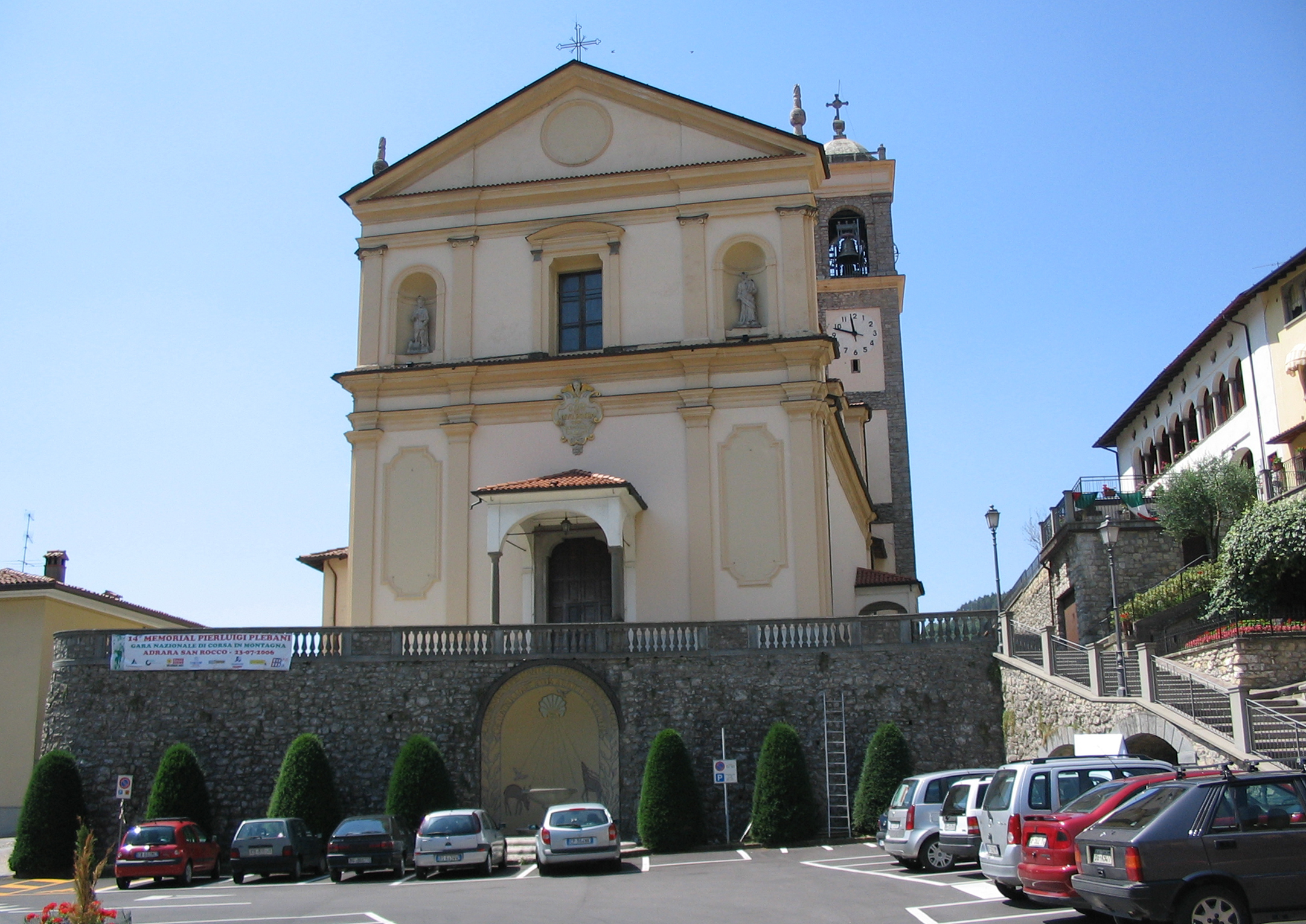
Facciata della chiesa parrocchiale.

- La chiesa parrocchiale, dedicata a san Rocco, risale al 1539, sede dell'omonima parrocchia afferente al vicariato di Predore, diocesi di Bergamo. Ristrutturata nel corso del XVII e del XIX secolo, presenta all'esterno una lunga scalinata, ed all'interno alcuni affreschi, tra i quali spiccano le piccole tele dei Misteri del Rosario nell'altare omonimo, dalla bottega di Francesco Capella. L'interno è stato rivalutato con la collocazione di vetrate realizzate nel 1971. Ignoti gli autori degli affreschi che decorano la volta e delle tele del coro e degli altari. Nel 1898 si rinnovò la pavimentazione, si procedette alla doratura e alla creazione delle eleganti ferriatine agli altari. Negli stessi anni Giuseppe Riva eseguì gli affreschi del Battesimo di Gesù, del Martirio di san Giovanni Nepomuceno e tutte le medaglie dei Santi negli altari laterali. Nel 1945 Vittorio e Agostino Manini abbellivano con simboli il battistero. L'organo fu costruito dai Serassi nel 1921; poi rinnovato dai Piccinelli nel 1928. Nuovamente restaurato nel 1991-92. Il campanile sorse tra il 1770 e il 1777 e fu restaurato nel 1939. Dall'ottobre 2008 al novembre 2009 l'edificio e l'area del sagrato sono stati oggetto d'imponenti restauri ultimati con la riapertura avvenuta ad opera del vescovo Francesco Beschi il 22 novembre 2009.

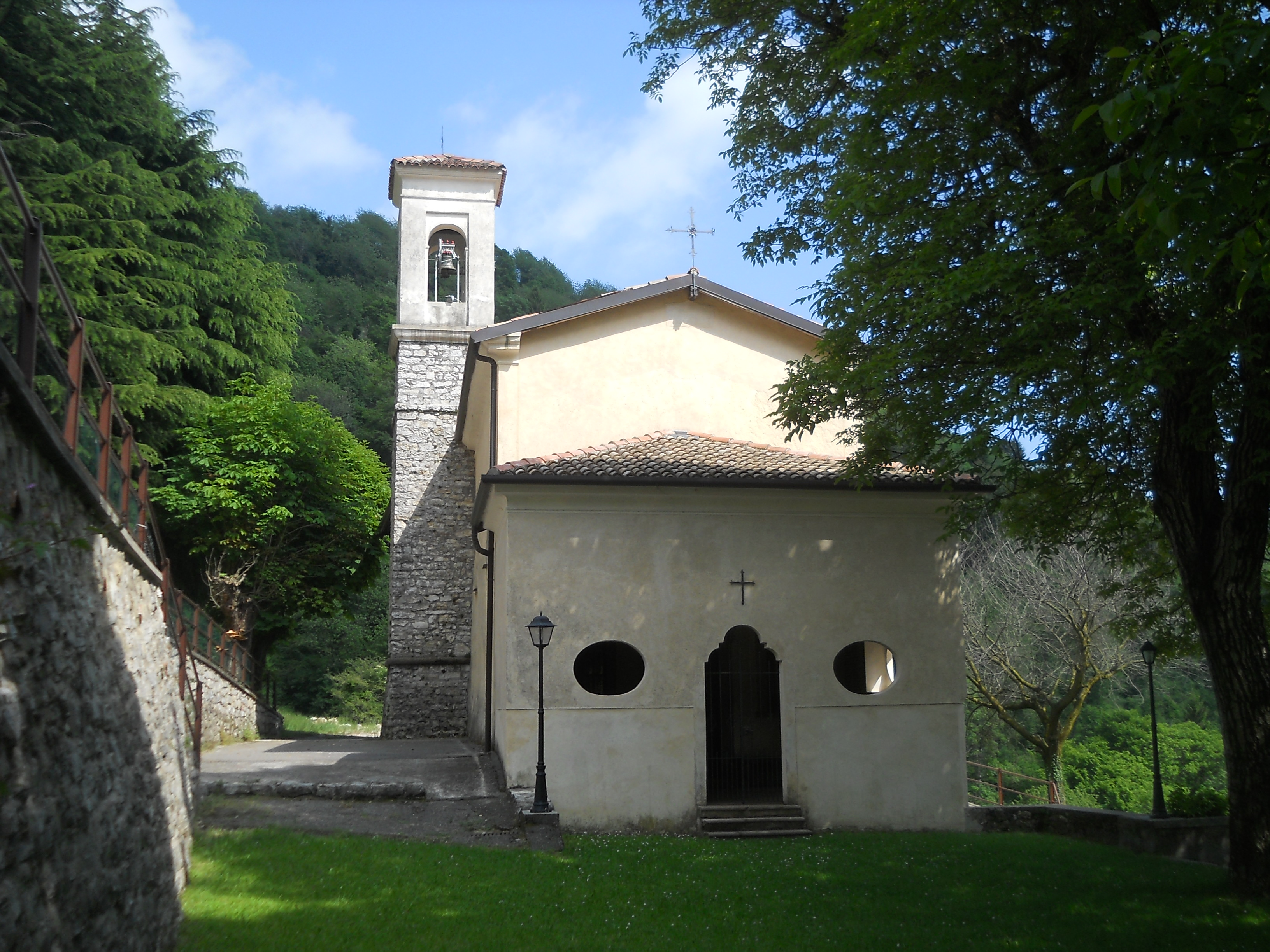
Facciata del santuario dei Santi Faustino e Giovita.

- Santuario dei Santi Faustino e Giovita, meglio conosciuto come santuario dei morti di Bondo. Edificato nel corso del XIV secolo, presenta al proprio interno opere di buon pregio. Le sue origini sono concordemente ritenute molto più antiche: alcune testimonianze rinvenute in occasione dei lavori di restauro del 1911 e confermate dai più recenti restauri del 2003-2005 ne attesterebbero la presenza già nel secolo XI, in pieno periodo romanico. All'interno sono presenti tracce di affreschi raffiguranti l'Addolorata, San Cristoforo, San Martino, mentre all'altare si ammirano tele dei Santi Faustino e Giovita, l'Ecce homo e la Beata Vergine Maria del Buon Consiglio. Le tele sono del Cambianica allievo di Ponziano Loverini. Le volte sono affrescate da Giacomo Belotti: Gloria dei santi Faustino e Giovita, motivi allegorici e i Padri della Chiesa occidentale e orientale. Alle colonne i Santi Pietro e Paolo. Lì, per sua volontà, si trova sepolto mons. Angelo Martinelli, nativo di Adrara San Rocco, collaboratore di papa Giovanni XXIII quale segretario nazionale di Propaganda Fide. La chiesa è divenuta negli anni mèta frequente di pellegrini, portati lassù dalla fede e dalla tradizione che racconta di eventi miracolosi operati dagli antichi sepolti in quel luogo.
- I vecchi sentieri del paese sono costellati da edicole votive, molte delle quali recentemente restaurate e riportate ad originaria bellezza: "santelle" che sono il frutto della devozione e della tradizione popolare.
- Il territorio, inserito in un contesto naturalistico d'alto spessore, permette al paese di sfruttare la notevole ricettività turistica data dai colli di San Fermo, zona in cui si possono praticare numerosi sport tra cui mountain bike, trekking e parapendio, ma anche semplici scampagnate in cui degustare gli ottimi prodotti gastronomici tipici della zona.

## Società

### Evoluzione demografica
Abitanti censiti

## Geografia antropica

### Contrade
Ecco l'elenco completo delle contrade:
- Forno
- Martinelli
- Dumengoni
- Caffi
- Flaccadori
- Valdimura
- Galli
- Casinelli

## Amministrazione
| Periodo        | Periodo        | Primo cittadino           | Partito                   | Carica  | Note |
| -------------- | -------------- | ------------------------- | ------------------------- | ------- | ---- |
| 14 maggio 2001 | 29 maggio 2006 | Maria Teresa Latini       | Lista civica              | Sindaco |      |
| 30 maggio 2006 | 5 giugno 2016  | Alfredo Mossali           | Lista civica              | Sindaco |      |
| 6 giugno 2016  | 4 ottobre 2021 | Tiziano Piccioli Cappelli | Lista civica Indipendenti | Sindaco |      |
| 4 ottobre 2021 | in carica      | Tiziano Piccioli Cappelli | Lista civica Indipendenti | Sindaco |      |